# Liste der Kulturdenkmale in Hirschsprung (Altenberg)
Die Liste der Kulturdenkmale in Hirschsprung (Altenberg) enthält die Kulturdenkmale im Altenberger Ortsteil Hirschsprung. Die Anmerkungen sind zu beachten.
Diese Liste ist eine Teilliste der Liste der Kulturdenkmale in Altenberg.
Diese Liste ist eine Teilliste der Liste der Kulturdenkmale in Sachsen.

## Legende
- Bild: Bild des Kulturdenkmals, ggf. zusätzlich mit einem Link zu weiteren Fotos des Kulturdenkmals im Medienarchiv Wikimedia Commons. Wenn man auf das Kamerasymbol klickt, können Fotos zu Kulturdenkmalen aus dieser Liste hochgeladen werden:
- Bezeichnung: Denkmalgeschützte Objekte und ggf. Bauwerksname des Kulturdenkmals
- Lage: Straßenname und Hausnummer oder Flurstücknummer des Kulturdenkmals. Die Grundsortierung der Liste erfolgt nach dieser Adresse. Der Link (Karte) führt zu verschiedenen Kartendiensten mit der Position des Kulturdenkmals. Fehlt dieser Link, wurden die Koordinaten noch nicht eingetragen. Sind diese bekannt, können sie über ein Tool mit einer Kartenansicht einfach nachgetragen werden. In dieser Kartenansicht sind Kulturdenkmale ohne Koordinaten mit einem roten bzw. orangen Marker dargestellt und können durch Verschieben auf die richtige Position in der Karte mit Koordinaten versehen werden. Kulturdenkmale ohne Bild sind an einem blauen bzw. roten Marker erkennbar.
- Datierung: Baubeginn, Fertigstellung, Datum der Erstnennung oder grobe zeitliche Einordnung entsprechend des Eintrags in der sächsischen Denkmaldatenbank
- Beschreibung: Kurzcharakteristik des Kulturdenkmals entsprechend des Eintrags in der sächsischen Denkmaldatenbank, ggf. ergänzt durch die dort nur selten veröffentlichten Erfassungstexte oder zusätzliche Informationen
- ID: Vom Landesamt für Denkmalpflege Sachsen vergebene, das Kulturdenkmal eindeutig identifizierende Objekt-Nummer. Der Link führt zum PDF-Denkmaldokument des Landesamtes für Denkmalpflege Sachsen. Bei ehemaligen Kulturdenkmalen können die Objektnummern unbekannt sein und deshalb fehlen bzw. die Links von aus der Datenbank entfernten Objektnummern ins Leere führen. Ein ggf. vorhandenes Icon  führt zu den Angaben des Kulturdenkmals bei Wikidata.

## Hirschsprung
| Bild                                    | Bezeichnung                                                                           | Lage                                        | Datierung                         | Beschreibung | ID       |
| --------------------------------------- | ------------------------------------------------------------------------------------- | ------------------------------------------- | --------------------------------- | --- | -------- |
| Direkt Bild zu diesem Denkmal hochladen | Sachgesamtheit Bergbaumonumente Hirschsprung mit Einzeldenkmalen                      |                                             |                                   | Sachgesamtheit Bergbaumonumente Hirschsprung mit den Einzeldenkmalen: Rühlings Zwittermühle (ID-Nr. 09278398), Markscheidestein mit Zwitterstockzeichen (ID-Nr. 09278400), Reste von Fundgruben und Stollen (ID-Nr. 09278399, Lage: Hegelshöhe, Ladenbusch, Weicholdswald) | 09303405 |
| Direkt Bild zu diesem Denkmal hochladen | Mauerreste und Pochsteine mit Zwischenstockzeichen (Einzeldenkmal zu ID-Nr. 09303405) |                                             |                                   | Einzeldenkmal der Sachgesamtheit Bergbaumonumente Hirschsprung: Mauerreste und Pochsteine mit Zwischenstockzeichen | 09278398 |
| Direkt Bild zu diesem Denkmal hochladen | Reste von Fundgruben und Stollen (Einzeldenkmal zu ID-Nr. 09303405)                   |                                             |                                   | Einzeldenkmal der Sachgesamtheit Bergbaumonumente Hirschsprung: Reste von Fundgruben und Stollen | 09278399 |
| Direkt Bild zu diesem Denkmal hochladen | Markscheidestein mit Zwitterstockzeichen (Einzeldenkmal zu ID-Nr. 09303405)           |                                             |                                   | Einzeldenkmal der Sachgesamtheit Bergbaumonumente Hirschsprung: Markscheidestein mit Zwitterstockzeichen des Bergwerks Altenberg | 09278400 |
| Direkt Bild zu diesem Denkmal hochladen | Grenzstein                                                                            |                                             |                                   | Grenzstein | 09278401 |
| Direkt Bild zu diesem Denkmal hochladen | Grenzstein                                                                            |                                             |                                   | Grenzstein | 09278402 |
| Direkt Bild zu diesem Denkmal hochladen | Wohnstallhaus                                                                         | Alte Dresdner Straße 32 (Karte)             | 1. Hälfte 19. Jh. (Wohnstallhaus) | Wohnstallhaus; Obergeschoss Fachwerk, mit integriertem hölzernen Wirtschaftsteil, baugeschichtliche Bedeutung | 09277933 |
| Direkt Bild zu diesem Denkmal hochladen | Klengel-Gedenkstein                                                                   | Alte Dresdner Straße 57 (gegenüber) (Karte) | nach 1954 (Gedenkstein)           | Gedenkstein; für Arthur Klengel, ortsgeschichtlich von Bedeutung | 09277935 |
|                                         | Gessinger-Gedenkstein                                                                 | Alte Dresdner Straße 57 (gegenüber) (Karte) | nach 1988 (Gedenkstein)           | Gedenkstein; für den Heimatsänger und Dichter Seff Gessinger (1915–1988), ortsgeschichtlich von Bedeutung. | 09277934 |
| Direkt Bild zu diesem Denkmal hochladen | Wohnstallhaus                                                                         | Bielatalstraße 1 (hinter) (Karte)           | 1. H. 19. Jh. (Wohnstallhaus)     | Wohnstallhaus; Obergeschoss Fachwerk, baugeschichtliche Bedeutung | 09277930 |
| Direkt Bild zu diesem Denkmal hochladen | Sägegatter (Brettmühle)                                                               | Bielatalstraße 10 (Karte)                   | 1907 (Sägegatter)                 | Sägegatter; Vollsägegatter der Breite 65 der Fa. Lein/Pirna einer Schneidemühle, technikgeschichtlich von Bedeutung | 09278403 |
| Direkt Bild zu diesem Denkmal hochladen | Wohnstallhaus                                                                         | Rotherdsteg 12 (Karte)                      | 1. Hälfte 19. Jh. (Wohnstallhaus) | Wohnstallhaus; Obergeschoss Fachwerk verbrettert, Konstruktion erhalten, regionaltypische Holzbauweise, baugeschichtlich von Bedeutung | 09277931 |